# Romain Trouilloud
Pas d'image ? Cliquez ici

a Compétitions nationales et continentales officielles uniquement.

Dernière mise à jour le 2 octobre 2023.
Romain Trouilloud, né le 6 juin 2000 à La Tronche, est un joueur français de rugby à XV jouant au poste de centre au FC Grenoble.

## Biographie

### Jeunesse et formation
Romain Trouilloud naît à La Tronche dans le département de l'Isère. Il est le fils de Stéphane Trouilloud, ancien arrière au FC Grenoble et au CS Bourgoin-Jallieu, et le frère d'Hugo. Romain Trouilloud commence le rugby à l'âge de quatre ans à l'AS Bièvre Saint-Geoirs RC, mais évolue également au RC Brezins. Il rejoint par la suite le CS Bourgoin-Jallieu à 14 ans, avant de terminer sa formation au FC Grenoble.

### Carrière professionnelle
Il fait ses débuts professionnels en Pro D2 avec l'équipe première en 2020. En effet, le 10 septembre 2020, à l'occasion de la deuxième journée de championnat de la saison 2020-2021 contre le Stade aurillacois, il entre en jeu à la place de Corentin Glénat à dix minutes de la fin de la rencontre. Son équipe est battue 26 à 13. Lors de sa première saison, il participe à treize rencontre, dont six titularisation et marque deux essais.
Durant la saison 2022-2023, il signe son premier contrat de joueur professionnel avec le FCG et s'engage jusqu'en 2026. Cette saison, son club termine à la deuxième place de la phase régulière du championnat et se qualifie jusqu'en finale où il affronte Oyonnax. Pour ce match, il est titulaire et joue toute la rencontre mais le FC Grenoble s'incline sur le score de 14 à 3.

## Palmarès
- FC Grenoble
  - Finaliste du Championnat de France de 2e division en 2023, 2024 et 2025.